# Eric Allin Cornell
Eric Allin Cornell (Palo Alto, 19 de dezembro de 1961) é um físico estadunidense.
Recebeu o Nobel de Física de 2001, pela criação experimental do condensado de Bose-Einstein.
Em 2005 recebeu um doutoramento honoris causa em física pela Universidade de Florença.